# 담락당 하립·삼의당 김씨 부부유지
담락당 하립·삼의당 김씨 부부유지는 대한민국 전북특별자치도 진안군 마령면에 있다. 2016년 12월 28일 진안군의 향토문화유산(기념물) 제3호로 지정되었다.

## 개요
문학적 업적이 뛰어난 조선시대 부부시인으로, 이를 기념하는 시비와 사당, 거주터가 남아 있다.